# Trần Tình Lệnh
Trần Tình Lệnh (tiếng Trung: 陈情令; bính âm: Chén Qíng Lìng; tiếng Anh: The Untamed) là bộ phim truyền hình Trung Quốc được dựa trên tiểu thuyết đam mỹ cổ trang nổi tiếng Ma đạo tổ sư của tác giả Mặc Hương Đồng Khứu với hai diễn viên chính là Tiêu Chiến và Vương Nhất Bác  bắt đầu phát sóng tại Trung Quốc tại nền tảng Tencent Video từ ngày 27 tháng 6 năm 2019.

## Tóm tắt
16 năm trước, giới tu chân - đứng đầu bởi Kỳ Sơn Ôn thị hùng mạnh - cùng tứ đại gia tộc tu tiên lớn là Cô Tô Lam thị, Vân Mộng Giang thị, Thanh Hà Nhiếp thị và Lan Lăng Kim thị. Đệ tử của Vân Mộng Giang thị, Ngụy Vô Tiện - một người sống phóng khoáng, tùy hứng nhanh chóng kết bạn cùng Lam Vong Cơ - nhị công tử của Cô Tô Lam Thị, người luôn luôn lạnh lùng và cương trực trong mọi chuyện. Trong cuộc hành tẩu, hai người đã phát hiện người đứng đầu Ôn thị, Ôn Nhược Hàn, là kẻ chủ mưu độc ác đứng sau hàng loạt các âm mưu sử dụng Âm Thiết để đàn áp các thế gia. Ôn thị trở thành kẻ thù chung bị các gia tộc thảo phạt và chịu thất bại trong cuộc chiến Xạ Nhật chi chinh (dịch thô là Cuộc viễn chinh bắn Mặt trời)
Tuy nhiên, sau khi giành chiến thắng, các gia tộc lớn, đứng đầu là Lan Lăng Kim thị đã đưa ra chính sách độc ác nhằm tận diệt những người còn sống sót của Ôn gia. Bất bình trước cảnh tượng đó, Ngụy Vô Tiện đã đứng ra bảo vệ hai chị em Ôn Tình, Ôn Ninh cùng một số người vô tội của Ôn gia và đưa họ lên Loạn Tán Cương sinh sống, tuyên bố với bên ngoài rời khỏi Vân Mộng Giang thị, tự đi con đường riêng mà người đời gắn mác là tà ma ngoại đạo với hiệu Di Lăng lão tổ. Ngụy Vô Tiện trở thành kẻ phản nghịch đối đầu với các gia tộc tu tiên và được cho là đã chết sau sự kiện Huyết tẩy Bất Dạ Thiên khi bị các đại gia tộc vây quét tấn công.
16 năm kể từ lúc đó (trong tiểu thuyết gốc là 13 năm) 3 năm Lam Vong Cơ bị thúc phụ giam lỏng ở Hàn Động, sau khi rời khỏi vấn linh tìm Ngụy Anh 13 năm, Ngụy Vô Tiện xuất hiện tại Mạc Gia Trang sau khi được Mạc Huyền Vũ hiến xá, tiếp tục cùng Lam Vong Cơ đi giải quyết một loạt bí ẩn giết người, cuối cùng tìm ra và đánh bại thủ phạm thực sự.

## Diễn viên & nhân vật

### Vân Mộng Giang thị (云梦江氏)
| Diễn viên                 | Nhân vật                  | Giới thiệu |
| ------------------------- | ------------------------- | --- |
| Tiêu Chiến (肖战)         | Ngụy Vô Tiện (魏无羡)     | Tên: Ngụy Anh (魏婴) Tự: Ngụy Vô Tiện (魏无羡) Hiệu: Di Lăng Lão tổ (夷陵老祖) Bội kiếm: Tùy Tiện (随便\|) Sáo: Trần Tình (陈情) Cha là Ngụy Trường Trạch (gia phó của Vân Mộng Giang thị), mẹ là Tàng Sắc Tán Nhân (đệ tử của Bão Sơn Tán Nhân). Ban đầu là đại đệ tử của Vân Mộng Giang thị, sau trở thành Di Lăng lão tổ. Tính tình lạc quan trượng nghĩa, là thiên tài hiếm gặp trong lĩnh vực bùa chú. Đứng thứ 4 trong bảng xếp hạng Thế gia công tử. |
| Uông Trác Thành (汪卓成)  | Giang Trừng (江澄)        | Tên: Giang Trừng (江澄) Tự: Giang Vãn Ngâm (江晚吟) Hiệu: Tam Độc Thánh Thủ (三毒圣手) Bội kiếm: Tam Độc (三毒) Nhẫn (có thể hóa thành roi): Tử Điện (紫电) Là con trai của Tông chủ Vân Mộng Giang thị Giang Phong Miên và Ngu phu nhân Ngu Tử Diên, nhỏ tuổi hơn Ngụy Vô Tiện nên thường bị hắn trêu chọc kêu là sư đệ. Là một bản sao hoàn hảo phiên bản nam của Ngu phu nhân. Từ sau vụ thảm sát của Ôn thị tại Vân Mộng, Giang Trừng lên làm Tông chủ Vân Mộng dù còn rất trẻ. Sau khi Ngụy Vô Tiện rơi xuống đáy vực Loạn Táng Cương, vẫn luôn không ngừng tìm kiếm hắn. Do trải qua nhiều biến cố cuộc đời, hạnh phúc có, đau đớn có, bề ngoài Giang Trừng có chút lạnh lùng, âm trầm, đôi khi lời lẽ khắt khe cay nghiệt nhưng trong thâm tâm lại có rất nhiều tâm sự. Đứng thứ 5 trong bảng xếp hạng Thế gia công tử. |
| Tuyên Lộ (宣璐)           | Giang Yếm Ly (江厌离)     | Chị gái của Giang Trừng, sư tỷ của Ngụy Vô Tiện, vợ của Kim Tử Hiên, mẹ của Kim Lăng. Là một người rất tốt bụng, ôn nhu, hiền lành, tính cách dịu dàng, chu đáo, luôn yêu thương các em trai của mình. Vì có mẹ - Ngu phu nhân là bạn thân của Kim phu nhân nên đã đính hôn cho Yếm Ly và Tử Hiên với nhau từ lúc mới sinh ra. Có dung mạo nhẹ nhàng và thanh thoát, thế nhưng lại không quá xuất chúng nên không quá nổi bật trong đám con cháu thế gia. Xếp hạng 2 trong bảng xếp hạng mỹ nhân. |
| Lục Kiếm Dân (陆剑民)     | Giang Phong Miên (江枫眠) | Tông chủ Vân Mộng Giang thị. Cha của Giang Yếm Ly và Giang Trừng, thúc thúc của Ngụy Vô Tiện. Tính tình ôn nhu, hiền lành nhưng không kém phần cứng rắn. Nhận nuôi và chăm sóc Ngụy Vô Tiện từ lúc còn bé, coi Ngụy Vô Tiện như con ruột và có phần hơi thiên vị cho cậu vì cảm nhận được bóng dáng và tính cách của Tàng Sắc Tán Nhân. |
| Trương Tịnh Đồng (张净桐) | Ngu Tử Diên (虞紫鸢)      | Hiệu: Tử Tri Chu Vợ của Giang Phong Miên, thường được gọi là Ngu phu nhân, mẹ của Giang Yếm Ly và Giang Trừng. Chủ nhân ban đầu của nhẫn Tử Điện, là bạn thân của Kim phu nhân. Là kiểu người "khẩu xà tâm phật", tính cách có phần hơi cay nghiệt và độc đoán, thường xuyên dùng những lời lẽ cay độc với mọi người, nhưng phải công nhận rằng bà lại là một trong những nữ nhi giang hồ chân chính, lấy đại cục làm đầu với lòng tự tôn đầy kiêu hãnh của một người làm "phu nhân Tông chủ". Dù bề ngoài bà thường xuyên trách mắng, trừng phạt và tỏ ra rằng ganh ghét Nguỵ Vô Tiện vì là cậu là đứa con của người phụ nữ mà chồng từng yêu, thế nhưng bà lại cũng chính là người đã nuôi dưỡng và đứng ra bảo vệ Nguỵ Vô Tiện cho đến giây phút cuối cùng, sau đó cùng chồng là Giang Phong Miên đồng quy trong vụ thảm sát Vân Mộng của đám Kỳ Sơn Ôn thị (dẫn đầu là Ôn Triều và Ôn Trục Lưu). Xếp hạng 5 trong bảng xếp hạng mỹ nhân. |

### Cô Tô Lam thị (姑苏蓝氏)
| Diễn viên                | Nhân vật               | Giới thiệu |
| ------------------------ | ---------------------- | --- |
| Vương Nhất Bác (王一博)  | Lam Vong Cơ (蓝忘机)   | Tên: Lam Trạm (蓝湛) Tự: Lam Vong Cơ (蓝忘机) Hiệu: Hàm Quang Quân (含光君) Bội kiếm: Tị Trần (避尘) Đàn cổ thất huyền: Vong Cơ (忘机) Từ nhỏ do hoàn cảnh gia đình, Lam Trạm đã mang một tính cách lạnh lùng, xa cách. Lớn lên dưới sự nuôi dưỡng của thúc phụ và quy tắc nghiêm ngặt của Cô Tô Lam thị, Lam Trạm trở thành một hình mẫu có sức cuốn hút mạnh mẽ, vì vừa sở hữu bề ngoài tuấn mỹ, thanh khiết, lại nghiêm khắc, bảo thủ, giữ gìn gia quy, đồng thời bình tĩnh, không hoảng loạn trước hiểm nguy, không bỏ chạy trước hoạn nạn. Thường được gọi là Lam Nhị công tử, là một trong Cô Tô Song Bích. Đứng thứ 2 trong bảng xếp hạng Thế gia công tử.          |
| Lưu Hải Khoan (刘海宽)   | Lam Hi Thần (蓝曦臣)   | Tên: Lam Hoán (蓝涣) Tự: Lam Hi Thần (蓝曦臣) Hiệu: Trạch Vu Quân (泽芜君) Bội kiếm: Sóc Nguyệt (朔月) Ống tiêu bạch ngọc: Liệt Băng (裂冰) Thường được mọi người gọi là Lam Đại công tử. Là tông chủ kế vị của Cô Tô Lam thị sau Lam Khải Nhân, một trong Cô Tô Song Bích, huynh trưởng của Hàm Quang Quân Lam Vong Cơ. Xếp thứ hai trong Tam Tôn, kết nghĩa cùng Nhiếp Minh Quyết và Kim Quang Dao. Là một người ấm áp, ôn nhã, thành thực và trung nghĩa, luôn ôn nhu với tất cả mọi người. Đứng thứ 1 trong bảng xếp hạng Thế gia công tử. |
| Trịnh Phồn Tinh (郑繁星) | Lam Tư Truy (蓝思追)   | Tên: Ôn Uyển (温苑), sau được Lam Vong Cơ đổi thành Lam Nguyện (蓝愿) Tự: Lam Tư Truy (蓝思追) (Tư Truy được hiểu với nghĩa "Tư quân bất khả truy") Đệ tử của Cô Tô Lam Thị Vốn là người Ôn thị, cháu của Ôn Ninh và Ôn Tình. Sau Xạ Nhật chi chinh, những người thuộc Ôn thị đều bị Kim thị bắt đi làm nô dịch, ngay cả một đứa trẻ như A Uyển cũng không tha. Về sau được Ngụy Vô Tiện cứu và nuôi dưỡng. Sau khi Ngụy Vô Tiện mất tích, được Lam Vong Cơ nhặt từ đống đổ nát tại Loạn Táng Cương về Lam gia, đổi tên thành Lam Nguyện, trở thành đệ tử của Cô Tô Lam thị. Là người nhẹ nhàng, cẩn trọng, thông minh, sáng suốt, có tính cách gần giống với Lam Hi Thần. |
| Quách Thừa (郭丞)        | Lam Cảnh Nghi (蓝景仪) | Lam Cảnh Nghi là đồng môn thân thiết của Lam Tư Truy, cũng là một tiểu bối của Cô Tô Lam thị.Tính cách hoạt ngôn, sôi nổi. Tính cách tương tự Ngụy Vô Tiện, còn gọi là "Thân Cô Tô, hồn Vân Mộng". |
| Hoàng Tử Đằng (黄子腾)   | Lam Khải Nhân (蓝启仁) | Tiên sinh đáng kính của Cô Tô Lam thị. Thúc phụ của Lam Hi Thần và Lam Vong Cơ. Là người nghiêm túc, bản khắc đến cứng nhắc. Vì chuyện của phụ mẫu Lam Hi Thần và Lam Vong Cơ mà trở nên đặc biệt căm ghét tà ma ngoại đạo, từ đó có thành kiến không nhỏ với Nguỵ Vô Tiện vì tính tình tuỳ tiện, bất kham của hắn. |
| Lý Nhược Đồng (李若彤)   | Lam Dực (蓝翼)         | Tông chủ đời thứ ba, cũng là nữ tông chủ duy nhất trong lịch sử Cô Tô Lam thị. Là người sáng tạo ra tuyệt học Huyền Sát Thuật của Lam thị. Bạn thân của Bão Sơn Tán Nhân. Chủ nhân của đám thỏ mà sau này được Ngụy Anh và Lam Trạm nuôi dưỡng tại Lam gia. |

### Lan Lăng Kim thị (兰陵金氏)
| Diễn viên               | Nhân vật                 | Giới thiệu |
| ----------------------- | ------------------------ | --- |
| Chu Tán Cẩm (朱赞锦)    | Kim Quang Dao (金光瑶)   | Tên: Mạnh Dao (孟瑶) theo họ mẹ (Mạnh Thi), sau đổi thành họ Kim theo cha. Tự: Kim Quang Dao (金光瑶) Hiệu: Liễm Phương Tôn (敛芳尊) Bội kiếm: Hận Sinh (恨生) Con trai ngoài giá thú của Kim Quang Thiện, sau trở thành tông chủ của Lan Lăng Kim thị, đồng thời cũng trở thành người đứng đầu các gia tộc tu tiên, xưng là Tiên đốc (仙督) Trước khi được trở về Kim thị, đã gia nhập Nhiếp thị, kết nghĩa anh em với Nhiếp Minh Quyết và Lam Hi Thần, em út trong Tam Tôn. |
| Tào Dục Thần (曹煜辰)   | Kim Tử Hiên (金子轩)     | Đích trưởng tử của Kim Quang Thiện, phu quân của Giang Yếm Ly, phụ thân của Kim Lăng. Tính tình kiêu ngạo, hiếu thắng có phần khoe khoang nên được Ngụy Vô Tiên đặt biệt danh là Kim khổng tước (cũng dịch là Kim chim công) Có hôn ước với Giang Yếm Ly từ nhỏ nhưng luôn tỏ ra ghét bỏ và xa cách với cô. Trong "Xạ Nhật chi chinh", Kim Tử Hiên nhận ra sự tốt bụng và dịu dàng của Giang Yếm Ly nên dần cảm mến cô. Sau kết hôn và có con là Kim Lăng. Vào hôm sinh thần đầu tiên của Kim Lăng, Ôn Ninh và Ngụy Vô Tiện, lúc này đã là Quỷ Tướng quân và Di Lăng lão tổ, đem quà mừng sinh thần cho đứa cháu. Thế nhưng hiểu nhầm ý tốt của hai người, dẫn đến xung đột và bị Quỷ Tướng quân trong lúc mất khống chế giết chết. Đứng thứ 3 trong bảng xếp hạng Thế gia công tử. |
| Tất Bồi Hâm (漆培鑫)    | Kim Lăng (金凌)          | Tên: Kim Lăng (金凌) Tên tự: Kim Như Lan (金如兰) Cái tên Kim Như Lan này là do Ngụy Vô Tiện đặt, còn Kim đại tiểu thư là do Lam Cảnh Nghi đặt vì tính cách kiêu căng và ngạo mạn như tiểu thư. Bội kiếm: Tuế Hoa (岁华) (trước kia là kiếm của Kim Tử Hiên), Linh khuyển: Tiên Tử (仙子). Con trai duy nhất của Kim Tử Hiên và Giang Yếm Ly. Là người kiêu ngạo, nóng tính và khẩu nghiệp như Cảnh Nghi và cữu cữu Giang Trừng nhưng bản tính tốt bụng. Là bạn thân của hai môn sinh Lam gia là Lam Cảnh Nghi và Lam Tư Truy. |
| Thẩm Hiểu Hải (沈晓海)  | Kim Quang Thiện (金光善) | Tông chủ Lan Lăng Kim thị. Cha của Kim Tử Hiên, Kim Quang Dao và Mạc Huyền Vũ, tổ phụ của Kim Lăng. Tính cách có phần trăng hoa. |
| Hồ Tiểu Đình (胡小庭)   | Kim phu nhân (金夫人)    | Phu nhân chính thất của Kim Quang Thiện, sinh mẫu của Kim Tử Hiên, tổ mẫu của Kim Lăng. Bạn thân với Ngu phu nhân của Vân Mộng Giang thị nên đã định hôn ước cho Kim Tử Hiên và Giang Yếm Ly từ nhỏ. |
| Kim Lộ Oánh (金璐莹)    | Tần Tố (秦愫)            | Là vợ đúng trên danh nghĩa, sau phát hiện rằng mình và Kim Quang Dao là hai anh em cùng cha khác mẹ. Ngoài mặt mang danh con gái của Tần Thương Nghiệp - một thuộc hạ thân cận của Kim Quang Thiện. Xếp hạng 7 trong bảng xếp hạng mỹ nhân. |
| Diêu Thư Hào (姚书豪)   | Kim Tử Huân (金子勋)     | Đường huynh ngang vai vế với Kim Tử Hiên. |
| Vương Nghệ Phi (王艺霏) | La Thanh Dương (罗青羊)  | Tên khác là Miên Miên (绵绵) Đệ tử của Lan Lăng Kim thị, sau vì đứng lên nói lời công đạo cho Ngụy Vô Tiện tại Bách Hoa Yến mà tự mình ly khai khỏi Kim thị. Xếp hạng 6 trong bảng xếp hạng mỹ nhân. |
| Lưu Dận Quân (刘胤君)   | Kim Xiển (金阐)          | Đường huynh ngang vai vế với Kim Lăng, luôn bắt nạt Kim Lăng. |

### Thanh Hà Nhiếp thị （清河聂氏）
| Diễn viên              | Nhân vật                  | Giới thiệu |
| ---------------------- | ------------------------- | --- |
| Vương Dực Chu (王翌舟) | Nhiếp Minh Quyết (聂明玦) | Hiệu: Xích Phong Tôn (赤锋尊) Bội đao: Bá Hạ (霸下) Tông chủ Thanh Hà Nhiếp thị. Đại ca trong Tam Tôn, kết nghĩa với Lam Hi Thần và Kim Quang Dao. Là người nghiêm túc, cương trực nhưng tính khí nóng nảy, một phần bị ảnh hưởng từ đao pháp gia truyền. Sau bị chặt đầu bởi Kim Quang Dao.                                    |
| Kỉ Lí (纪李)           | Nhiếp Hoài Tang (聂怀桑)  | Tông chủ Thanh Hà Nhiếp thị, sau cái chết của anh trai Nhiếp Minh Quyết. Vốn là một công tử vô lo vô nghĩ, vì cái chết của anh trai là Nhiếp Minh Quyết mà trở nên thâm trầm, toan tính. Là trùm cuối của phim. Bạn thân của Ngụy Vô Tiện và Giang Trừng. Câu cửa miệng: "Ta không biết, ta không biết, ta thật sự không biết." |

### Kỳ Sơn Ôn thị （岐山温氏）
| Diễn viên                 | Nhân vật                 | Giới thiệu |
| ------------------------- | ------------------------ | --- |
| Tu Khánh (修庆)           | Ôn Nhược Hàn (温若寒)    | Người đứng đầu Kỳ Sơn Ôn thị, cha của Ôn Húc và Ôn Triều. Luôn có mong ước chiếm đoạt Âm Thiết, có thể giết bất kì ai trái lệnh. |
| Uông Dung (汪融)          | Ôn Húc (温旭)            | Con trai cả của Ôn Nhược Hàn, anh trai của Ôn Triều. |
| Hạ Bằng (贺鹏)            | Ôn Triều (温晁)          | Con thứ của Ôn Nhược Hàn. Là người kiêu ngạo, độc ác, trăng hoa. |
| Mạnh Tử Nghĩa (孟子义)    | Ôn Tình (温情)           | Y sư đứng đầu Kỳ Sơn Ôn thị, chị gái của Ôn Ninh. Dù thuộc Ôn thị nhưng cô không mang bất kì tính cách độc ác nào từ nó mà luôn giúp đỡ những người khó khăn, đúng như câu nói "Y sư như từ mẫu". Vì phụ mẫu mất sớm nên hai chị em Ôn Tình và Ôn Ninh được Ôn Nhược Hàn đưa về Bất Dạ Thiên nuôi dưỡng, tất nhiên là không phải lòng thương xót bộc phát hay gì mà ông nuôi họ chỉ để lợi dụng và biến họ tay sai cho mình lúc cần mà thôi. Được giao nhiệm vụ tìm kiếm các mảnh của Âm thiết cho Ôn Nhược Hàn. Số phận có phần bi thương khi bị hóa tro chỉ vì mang họ Ôn. Xếp hạng 1 trong bảng xếp hạng mỹ nhân. |
| Vu Bân (于斌)             | Ôn Ninh (温宁)           | Tên: Ôn Ninh (温宁) Tự: Ôn Quỳnh Lâm (温琼林) Hiệu: Quỷ Tướng quân (鬼将军) Em trai của Ôn Tình. Khi còn sống là một người hiền lành, nhút nhát, hay nói lắp, ốm yếu, thường hay đổ bệnh và dễ bị tà khí xâm nhập. Sau khi mất đi linh thức, được Ngụy Vô Tiện cứu trở thành Quỷ Tướng quân, cánh tay phải đắc lực của Di Lăng lão tổ, chuyên đi giết những con rối hay bảo vệ Ngụy Vô Tiện. |
| Phùng Minh Kinh (冯茗惊)  | Ôn Trục Lưu (温逐流)     | Hiệu: Hóa đan thủ (化丹手) Cao thủ võ công, cánh tay đắc lực của Ôn Triều. Tuyệt chiêu: dùng tay thiêu hủy (cũng có bản ghi là bóp nát) kim đan của người khác, vĩnh viễn không thể kết lại để tu tiên và trở thành người bình thường. Sau bị Ngụy Vô Tiện giết chết. |
| Lô Ân Khiết (卢蒽洁)      | Vương Linh Kiều (王灵娇) | Trước đây chẳng qua chỉ là một tỳ nữ chính thất của Ôn Triều, dựa vào tí nhan sắc rồi liếc mắt đưa tình để lên giường với hắn. Tài cán chẳng có cơ mà rất biết chó cậy thế chủ, tính cách hống hách, kiêu căng không kém Ôn Triều. Sau cũng bị Ngụy Vô Tiện giết chết và hóa thành con rối để giết Ôn Triều và Ôn Trục Lưu. Xếp hạng 3 trong bảng xếp hạng mỹ nhân. |
| Trương Bân (张彬)         | Ôn Mão (温卯)            | Tổ tiên của Kỳ Sơn Ôn thị |
| Thái Nghênh Xuân (蔡迎春) | Ôn bà bà (温婆婆)        | Bà của Ôn Uyển (Lam Tư Truy) |
| Duẫn Kiến Tường (尹建祥)  | Ôn Tứ thúc (温四叔)      | Thuộc một nhánh nhỏ của Kỳ Sơn Ôn thị |

### Nghĩa Thành
| Diễn viên                | Nhân vật                | Giới thiệu |
| ------------------------ | ----------------------- | --- |
| Tống Kế Dương (宋继扬)   | Hiểu Tinh Trần (晓星尘) | Tên: Hiểu Tinh Trần (晓星尘) Ngoại hiệu: Minh Nguyệt Thanh Phong (明月清风), thường được gọi là Đạo trưởng (道长) Bội kiếm: Sương Hoa (霜华) Tiểu sư thúc của Ngụy Vô Tiện, cùng Duyên Linh Đạo Nhân và Tàng Sắc Tán Nhân là ba vị đệ tử của Bão Sơn Tán Nhân xuống núi hành hiệp. Bạn thân của Tống Lam. Hiến mắt cho chí cốt của mình là Tống Lam nên bị mù, sau bị Tiết Dương lừa gạt. Về sau, khi biết được sự thật rằng kiếm của mình đã nhuốm máu người vô tội, bao gồm cả chí cốt Tống Lam, Hiểu Tinh Trần suy sụp, đau đớn khôn nguôi mà dùng kiếm tự sát, hồn phi phách tán mãi mãi không thể kết lại hồn phách. |
| Vương Hạo Hiên (王皓轩)  | Tiết Dương (薛洋)       | Tên: Tiết Dương (薛洋) Tự: Tiết Thành Mỹ (薛成美) Hiệu: Thập Ác Bất Xá (十恶不赦) Bội kiếm: Giáng Tai (降灾) Môn khách của Kỳ Sơn Ôn thị, giúp đỡ Ôn Nhược Hàn thu thập các mảnh vỡ của Âm Thiết. Trong một lần bị kẻ thù truy sát, được Hiểu Tinh Trần cứu giúp. Ở lại Nghĩa Thành cùng Hiểu Tinh Trần và A Tinh, đồng thời lừa gạt Hiểu Tinh Trần giết người vô tội, sau khi Hiểu Tinh Trần chết thì hắn thủ thành, giữ tàn hồn và xác của Hiểu Tinh Trần muốn luyện thành hung thi nhưng không thành. Sau giả dạng Hiểu Tinh Trần để lừa Ngụy Vô Tiện (đã được hiến xá) nhưng bị phát hiện, muốn nhờ hắn khôi phục tàn hồn của Hiểu Tinh Trần nhưng không được do tàn hồn còn rất ít (gần như tan biến). Ngón tay út phía bên tay trái của Tiết Dương bị nghiến nát khi còn nhỏ (quá khứ không mấy tốt đẹp). |
| Lý Bạc Văn (李泊文)      | Tống Lam (宋岚)         | Tên: Tống Lam (宋岚) Tự: Tống Tử Sâm (宋子琛) Ngoại hiệu: Ngạo Tuyết Lăng Sương (傲雪凌霜) Bội kiếm: Phất Tuyết (拂雪) Đạo trưởng tu luyện tại Bạch Tuyết Quan, bạn thân của Hiểu Tinh Trần. Vì Tiết Dương ghi hận Hiểu Tinh Trần, Tống Lam lại là bạn tốt của Hiểu Tinh Trần nên bị Tiết Dương tính kế giết hại tại Bạch Quyết Quán (nơi từ nhỏ lớn lên của Tống Lam). Do trọng thương dẫn tới mù mắt, anh được Hiểu Tinh Trần hiến mắt cho. Tại Nghĩa Thành, Tống Lam gặp lại Hiểu Tinh Trần và biết được mọi chuyện, nhưng ngay sau đó đã bị Tiết Dương hãm hại và biến thành con rối. Sau được Ngụy Vô Tiện giúp đỡ đã bình thường trở lại. Sau khi biết chuyện của Hiểu Tinh Trần, nhận được Sương Hoa và tàn hồn của cậu từ Ngụy Vô Tiện, sau cùng lên đường du ngoạn với Phất Tuyết.                     |
| Trần Trác Tuyền (陈卓璇) | A Tinh (阿箐)           | Tên gọi khác là A Thiến. Một thiếu nữ giả mù sống lang thang trên phố, sau khi găp Hiểu Tinh Trần liền đi theo. Từ lúc Tiết Dương về ở chung một nhà ba người thì gank hắn mọi lúc. Đoạn tận mắt chứng kiến Tiết Dương lừa Hiểu Tinh Trần giết người thì do không am hiểu về thi độc nên không thể cảnh báo Hiểu Tinh Trần. Đến khi thấy hắn lừa Hiểu đạo trưởng giết Tống Lam thì nói hết sự thật cho Hiểu Tinh Trần. Bị Tiết Dương cắt lưỡi, móc mắt sau đó giết chết. Xếp hạng 4 trong bảng xếp hạng mỹ nhân. |

### Các nhân vật khác
| Diễn viên                  | Nhân vật | Giới thiệu |
| -------------------------- | --- | --- |
| Tô Thiệp (苏涉)            | Tên: Tô Thiệp (苏涉) Tên tự: Tô Mẫn Thiện (苏悯善) Trước kia từng là đệ tử của Cô Tô Lam thị, sau này bị trục xuất ra khỏi Cô Tô Lam thị nên tự lập môn phái là Mạt Lăng Tô Thị. Luôn đố kỵ với Lam Vong Cơ, trung thành với Kim Quang Dao. | |
| Lưu Đình Vũ (刘庭羽)       | Bão Sơn Tán Nhân (抱山散人) | Sư phụ của Tàng Sắc Tán Nhân (mẹ của Ngụy Vô Tiện) và của Hiểu Tinh Trần. Bạn thân của Lam Dực.                                                                           |
| Tào Tuấn Tường (曹峻祥)    | Âu Dương Tử Chân (欧阳子真) | Công tử của Ba Lăng Âu Dương thị. Trong một lần đi săn đêm đã trở thành bạn thân của Lam Tư Truy, Lam Cảnh Nghi và Kim Lăng. Có vẻ đã trở thành fanboy của Ngụy tiền bối. |
| Phác Trường Thành (朴长城) | Âu Dương Tông chủ (欧阳宗主) | Tông chủ phái Ba Lăng Âu Dương thị. |
| Ngưu Chí Cường (牛志强)    | Diêu Tông chủ (姚宗主) | Tông chủ của Bình Dương Diêu thị. Từng bị truy sát và diệt tộc bởi Ôn thị. Sau được Giang Phong Miên cứu và đưa về Lan Lăng Kim Thị.                                      |
| Trương Dã (张野)           | Dịch Vi Xuân (易为春) | Nhân sỹ tham gia cuộc vây quét Loạn Tán Cương. |
| Từ Hiểu Văn (徐晓文)       | Phương Mộng Thần (方梦臣) | Nhân sỹ tham gia cuộc vây quét Loạn Tán Cương. |
| Vu Tử Khoan (于子宽)       | Tiết Trùng Hợi (薛重亥) | Người tạo ra Âm Thiết. |
| Tôn Thịnh Hiên (孙晟轩)    | Mạc Tử Uyên (莫子渊) | Em họ của Mạc Huyền Vũ, luôn bắt nạt hắn. |
| Cố Thi Dư (贾舒夷)         | Mạc phu nhân (莫夫人) | Dì của Mạc Huyền Vũ, mẹ của Mạc Tử Uyên. |
| Trương Lâm Nhiên (张琳然)  | A Yên (阿胭) | Cô gái bị Vũ Thiên Nữ thực hồn ở chân núi Đại Phạn. |
| Lý Lỗ Tiến (李橹进)        | Mẹ A Yên (阿胭娘) | Mẹ của A Yên, cô gái bị Vũ Thiên Nữ thực hồn ở chân núi Đại Phạn. |
| Phàn Hoa Vỹ (樊华伟)       | Bích Thảo (碧草) | Người hầu của Tần Tố. |
| Tô Nguyệt (苏月)           | Tư Tư (思思) | Bạn thân của Mạnh Thi (mẹ Kim Quang Dao). |
| Trương Tĩnh (张静)         | Kim Châu (金姝) | Người hầu của Ngu phu nhân. |
| Lưu Tiêu Sam (刘潇杉)      | Ngân Châu (银姝) | Người hầu của Ngu phu nhân. |
| Tiêu Trường Thuận (焦长顺) | Bạch Tuyết Các (白雪阁) | Sư phụ của Tống Lam |
| Tô Nhã Hinh (苏雅馨)       | Ngụy Vô Tiện (小魏无羡) | Ngụy Vô Tiện hồi bé |
| Trần Tuấn Khải (陈俊凯)    | Lam Vong Cơ (小蓝忘机) | Lam Vong Cơ hồi bé |
| Thẩm Nghị Phong (沈毅峯)   | Lam Hi Thần (小蓝曦臣) | Lam Hi Thần hồi bé |
| Diệp Hiên Đồng (叶轩彤)    | Giang Yếm Ly (小江厌离) | Giang Yếm Ly hồi bé |
| Hoàng Chân Thần (黄振宸)   | Giang Trừng (小江澄) | Giang Trừng hồi bé |
| Lâm Thần Hy (林辰希)       | Ôn Tình (小温情) | Ôn Tình hồi bé |
| Tô Thu Dật (苏秋逸)        | Ôn Ninh (小温宁) | Ôn Ninh hồi bé |
| Khương Dịch Đình (姜奕廷)  | Ôn Uyển (温苑) | Lam Tư Truy hồi bé |

## Sản xuất
Quá trình chuẩn bị sản xuất hết hơn 2 năm rưỡi bao gồm việc viết, sửa đổi và duyệt kịch bản, thiết lập cấu trúc các khung cảnh nghệ thuật cũng như dựng bối cảnh.
Bộ phim chính thức được quay từ tháng 4 năm 2018 đến tháng 8 năm 2018 tại Phim trường Hoành Điếm.
Do sự kiểm duyệt ở Trung Quốc, tất cả nội dung BL (tình cảm nam x nam) đã được xóa khỏi bộ phim và có những thay đổi trên tổng thể cốt truyện.

### Đội ngũ sản xuất
| Vị trí              | Thực hiện                                                                                    | Tác phẩm tiêu biểu |
| Nhà sản xuất        | Tôn Trung Hoài, Vương Hâm                                                                    | |
| Nhà chế tác         | Phương Phương, Dương Hạ, Trương Manh, Vương Trữ Nhâm Cường, Lưu Minh Dật, Vương Uyển Ninh    | |
| Giám chế            | Hàn Chí Kiệt                                                                                 | Mị Nguyệt truyện, Hoan Lạc Tụng, Thanh vân chí, Như Ý truyện, Ma thổi đèn, Phù Dao hoàng hậu, Toàn chức cao thủ, Sa hải |
| Nguyên tác          | Mặc Hương Đồng Khứu                                                                          | Ma đạo tổ sư, Thiên quan tứ phúc Hệ thống tự cứu của nhân vật phản diện                                                 |
| Đạo diễn            | Trịnh Vĩ Văn                                                                                 | Ngày mai trời lại sáng, Nữ y Minh phi truyện Tần thời Minh Nguyệt, Tam Quốc cơ mật, Chiêu Diêu                          |
| Đạo diễn            | Trần Gia Lâm                                                                                 | Tàu điện ngầm, Đại Ngọc Nhi truyền kỳ Cửu Châu Thiên không thành, Vân điên chi thượng                                   |
| Biên kịch           | Hoàng Kiệt (Tổng biên tập), Dương Hạ (Tổng biên kịch) Đặng Diểu Du, Mã Cạnh, Quách Quang Vận | |
| Giám chế âm nhạc    | Lâm Hải                                                                                      | Thiên Long Bát Bộ, Đại Minh Cung Từ, Lộc đỉnh ký Kim Ngọc Lương Duyên, Mỹ nhân thiên hạ                                 |
| Đạo diễn lồng tiếng | Biên Giang                                                                                   | |
| Chỉ đạo nghệ thuật  | Dương Hạ                                                                                     | |
| Thiết kế mỹ thuật   | Cơ Bằng                                                                                      | Tinh Vũ Môn |
| Chỉ đạo võ thuật    | Cừu Khuê                                                                                     | |
| Thiết kế tạo hình   | Trần Đồng Huân                                                                               | Vô Cực, Mai Lam Phương, Triệu thị cô nhi, Yêu miêu truyện Thần thoại, Chân Hoàn truyện, Tùy Đường anh hùng              |
| Thiết kế phục trang | Trần Đồng Huân                                                                               | Vô Cực, Mai Lam Phương, Triệu thị cô nhi, Yêu miêu truyện Thần thoại, Chân Hoàn truyện, Tùy Đường anh hùng              |
| Hiệu ứng hình ảnh   | Khương Siêu, Tôn Hải Đông                                                                    | |
| Phát hành           | Chu Vũ                                                                                       | |

### Tranh cãi
Một vụ hỏa hoạn đã xảy ra vào ngày 11 tháng 7 năm 2018 trong khi các diễn viên và đoàn làm phim đang quay tại Hoành Điếm. Vụ cháy được cho là lan rộng tới 300 mét vuông và dẫn đến cái chết của hai nhân viên trong đoàn.
Trong quá trình quay phim, một tin đồn xuất hiện rằng nữ diễn viên Mạnh Tử Nghĩa dùng tiền trả cho nhà sản xuất để tăng thêm cảnh cho nhân vật của mình trong bộ phim. Tin đồn khiến người hâm mộ nguyên tác tức giận khi họ nghĩ rằng cô sẽ trở thành nữ chính và có tuyến tình cảm với nam chính. Đáp lại tin đồn, đội ngũ sản xuất đã bác bỏ thông tin này.
Đồng thời, trong thời gian có tranh chấp giữa Tencent QQ và Yuehua Entertainment về hoạt động của hai thành viên Mạnh Mỹ Kỳ và Ngô Tuyên Nghi tại nhóm nhạc dự án Hỏa tiễn Thiếu nữ 101 (được ra mắt từ chương trình Sáng Tạo 101 cũng do Tencent sản xuất) dẫn đến loạt tin đồn Tencent hạn chế hoặc cắt bỏ các hoạt động của nghệ sỹ Yuehua, trong đó có việc vai diễn Lam Vong Cơ của Vương Nhất Bác từ nam chính sẽ trở thành nam phụ. Tin tức này sau đó cũng được phủ nhận.

## Phát hành và quảng bá

### Phát hành
Trong tuần đầu, bộ phim được phát sóng vào thứ Năm và thứ Sáu (lúc 08h00 tối GMT), mỗi ngày hai tập. Các thành viên VIP có thể có quyền xem sớm hơn 4 tập. Vào ngày đầu tiên 27/6/2019, các thành viên VIP có thể xem được tổng cộng 06 tập. 
Vào ngày 30 tháng 6 năm 2019, trên Weibo chính thức của phim thông báo lịch phát sóng mới . Cụ thể. phim được chuyển sang phát sóng từ thứ hai đến thứ tư hàng tuần, dự kiến sẽ kết thúc ở tập 50 vào ngày 14 tháng 8 với tài khoản VIP và ngày 20 tháng 8 năm 2019 với tài khoản thường.
Phim cũng đồng thời được phát hành chính thức có bản quyền ở nước ngoài bởi ứng dụng quốc tế của Tencent là WeTV tại Thái Lan, Việt Nam, Indonesia... với phụ đề ngôn ngữ của nước sở tại đồng thời với phụ đề tiếng Anh cho toàn cầu.
Ngày 11/7/2019, phim đạt mức 1 tỷ lượt xem sau 14 ngày phát hành. Ngày 22/7/2019, đạt mốc 2 tỷ lượt xem. Ngày 31/7/2019, đạt 3 tỷ lượt xem. Ngày 09/8/2019 đạt 4 tỷ lượt xem. Ngày 18/8/2019, đạt 5 tỷ lượt xem.
Ngày 29/7/2019, Tencent đưa ra thông báo tài khoản VIP  mới sẽ xem trước các tập cuối cùng vào ngày 7 tháng 8 năm 2019, sớm hơn lịch công bố trước đó. Thông báo này đã gặp phải sự phản ứng mạnh mẽ của người xem với hơn 400.000 bình luận trực tiếp phản đối bộ phim kết thúc sớm.
Vào tối ngày 07/8/2019, đã có hơn 2,35 triệu tài khoản trả tiền nâng cấp gói VIP để xem trước 6 tập cuối cùng của bộ phim, thu về doanh thu 69 triệu tệ cho Tencent (gói 30 tệ/6 tập, chưa tính đến số tài khoản mua lẻ gói 6 tệ/tập).

### Hoạt động quảng bá
| Ngày       | Hoạt động                                         | Địa điểm         | Diễn viên tham gia | Ghi chú                       |
| 09/7/2019  | Tham gia talkshow Khoái lạc đại bản doanh         | Hồ Nam TV        | Tiêu Chiến, Vương Nhất Bác, Vu Bân, Uông Trác Thành | Phát sóng ngày 10/8/2019      |
| 10/7/2019  | Thăm trụ sở và đảm nhận vị trí biên tập viên Sina | Sina Weibo       | Tiêu Chiến, Vương Nhất Bác | Livestream qua Sina           |
| 10/7/2019  | Livestream                                        | Sina Weibo       | Vương Nhất Bác, Vu Bân, Lưu Hải Khoan, Trịnh Phồn Tinh |                               |
| 11/7/2019  | Livestream                                        | Sina Weibo       | Vu Bân, Trịnh Phồn Tinh |                               |
| 12/7/2019  | Fanmeeting gặp gỡ người hâm mộ                    | Thiên Tân        | Tiêu Chiến, Vương Nhất Bác, Vu Bân, Lưu Hải Khoan, Chu Tán Cẩm, Vương Dực Chu, Tống Kế Dương, Lý Bạc Văn, Vương Hạo Hiên, Trịnh Phồn Tinh, Tất Bồi Hâm, Quách Thừa | Livestream qua Tencent        |
| 14/07/2019 | Roadshow/ Fanmeeting gặp gỡ người hâm mộ          | Quảng Châu       | Vu Bân, Trịnh Phồn Tinh |                               |
| 15/7/2019  | Tham gia chương trình Thiên thiên hướng thượng    | Hồ Nam TV        | Tiêu Chiến (Khách mời), Vương Nhất Bác (Trợ lý MC của chương trình) | Phát sóng ngày 28/7/2019      |
| 15/7/2019  | Tham gia chương trình Crazy magic                 |                  | Uông Trác Thành, Vu Bân, Lưu Hải Khoan, Tuyên Lộ, Mạnh Tử Nghĩa | Phát sóng ngày 25/8/2019      |
| 20/7/2019  | Roadshow/ Fanmeeting gặp gỡ người hâm mộ          | Hàng Châu        | Vu Bân, Tống Kế Dương, Trịnh Phồn Tinh |                               |
| 21/7/2019  | Roadshow/ Fanmeeting gặp gỡ người hâm mộ          | Nam Kinh         | Vu Bân, Tống Kế Dương, Trịnh Phồn Tinh |                               |
| 26/7/2019  | Roadshow/ Fanmeeting gặp gỡ người hâm mộ          | Tây An           | Tào Dục Thần, Tất Bồi Hâm, Trịnh Phồn Tinh |                               |
| 28/7/2019  | Roadshow/ Fanmeeting gặp gỡ người hâm mộ          | Trùng Khánh      | Vương Hạo Hiên, Tống Kế Dương, Lý Bạc Văn |                               |
| 29/7/2019  | Livestream                                        | Tencent QQ       | Tiêu Chiến, Vương Nhất Bác, Lưu Hải Khoan, Trịnh Phồn Tinh |                               |
| 31/7/2019  | Tham gia Chương trình Kugou Music                 | Triều Dương      | Uông Trác Thành, Lưu Hải Khoan, Trịnh Phồn Tinh |                               |
| 04/8/2019  | Roadshow/ Fanmeeting gặp gỡ người hâm mộ          | Thượng Hải       | Vu Bân, Lưu Hải Khoan, Uông Trác Thành, Chu Tán Cẩm, Kỷ Lý, Trần Trác Tuyền |                               |
| 10/8/2019  | Roadshow/ Fanmeeting gặp gỡ người hâm mộ          | Thanh Đảo        | Vu Bân, Lưu Hải Khoan, Uông Trác Thành, Chu Tán Cẩm, Kỷ Lý, Vương Dực Chu, Vương Hạo Hiên, Tống Kế Dương, Lý Bạc Văn, Trịnh Phồn Tinh, Tất Bồi Hâm, Quách Thừa, Hạ Bằng, Trần Trác Tuyền |                               |
| 21/9/2019  | Fanmeeting gặp gỡ người hâm mộ                    | Bangkok,Thái Lan | Tiêu Chiến, Vương Nhất Bác, Vu Bân, Uông Trác Thành, Lưu Hải Khoan, Tào Dục Thần, Tống Kế Dương, Trần Trác Tuyền |                               |
| 01/11/2019 | Concert Đại nhạc hội                              | Nam Kinh         | Diễn viên: Tiêu Chiến, Vương Nhất Bác, Vu Bân, Uông Trác Thành, Lưu Hải Khoan, Chu Tán Cẩm, Kỷ Lý, Vương Dực Chu, Tống Kế Dương, Lý Bạc Văn, Tào Dục Thần, Tất Bồi Hâm, Trịnh Phồn Tinh, Quách Thừa, Trần Trác Tuyền                                                                          |                               |
| 01/11/2019 | Concert Đại nhạc hội                              | Nam Kinh         | Ca sỹ: Cao Thu Tử, Vương Cúc, Lương Tâm Di, Dương Kỳ Dục, Ngân Lâm, Châu Thâm, Chu Tinh Kiệt. |                               |
| 02/11/2019 | Concert Đại nhạc hội                              | Nam Kinh         | Diễn viên: Tiêu Chiến, Vương Nhất Bác, Vu Bân, Uông Trác Thành, Lưu Hải Khoan, Chu Tán Cẩm, Kỷ Lý, Vương Dực Chu, Tống Kế Dương, Lý Bạc Văn, Tào Dục Thần, Tất Bồi Hâm, Trịnh Phồn Tinh, Quách Thừa, Trần Trác Tuyền, Vương Hạo Hiên, Hạ Bằng, Lô Ân Khiết, Vương Nghệ Phi, Trương Tịnh Đồng. | Livestream trên Tencent Video |
| 02/11/2019 | Concert Đại nhạc hội                              | Nam Kinh         | Ca sỹ: Cao Thu Tử, Vương Cúc, Lương Tâm Di, Dương Kỳ Dục, Ngân Lâm, Châu Thâm, Chu Tinh Kiệt. | Livestream trên Tencent Video |

## Nhạc phim
Nhạc phim được thực hiện bởi giám chế âm nhạc Lâm Hải. Ông là một nhạc sỹ, nhà sản xuất nhạc nổi tiếng với phong cách cổ phong Trung Quốc, tác giả của ca khúc nổi tiếng Tì Bà Ngữ; một trong các nhạc sỹ chính của Thế vận hội Bắc Kinh 2008, từng hợp tác với nhiều ca sỹ nổi tiếng như Vương Phi, Vương Lực Hoành, Na Anh,...; giám chế âm nhạc cho các bộ phim Thiên Long Bát Bộ, Đại Minh Cung Từ, Kim Ngọc Lương Duyên,...
Bài hát chủ đề ban đầu có tên Vong Tiện (忘羡/ bính âm: Wàngxiàn), sau đó từ tập 11 trở đi được đổi tên thành Vô Ki (无羁 /bính âm: Wú jī;). Cả hai tựa đề đều đồng âm với tên ghép từ tên hai nhân vật chính Ngụy Vô Tiện (Wei Wu Xian) và Lam Vong Cơ (Lan Wang Ji)
Ngày 8 tháng 7 năm 2019, album nhạc phim được chính thức phát thành thông qua QQMusic với tổng cộng 17 bài hát (4 bài mở lượt đầu, các bài hát khác lần lượt được mở khóa sau đó). Ngay trong ngày đầu tiên ra mắt, album dạng số này đã đứng đầu bảng xếp hạng album bán chạy nhất trong ngày với doanh thu 2.650.000 nhân dân tệ, đạt chứng nhận song bạch kim trên QQ và song hoàng kim trên Kugou. Ngày 21/7/2019, đạt chứng nhận kim cương, lập kỷ lục trên QQ Music.
| STT | Nhan đề | Phổ lời                 | Phổ nhạc | Singers                                             | Thời lượng |
| --- | --- | ----------------------- | -------- | --------------------------------------------------- | ---------- |
| 1.  | "Vô Ki (Unrestrained/无羁)" (Bài hát chủ đề phim – bản song ca)                                                       | Trừng Nhất, Minh Phượng | Lâm Hải  | Tiêu Chiến & Vương Nhất Bác                         | 04:13      |
| 2.  | "Vô Ki (Unrestrained/无羁)" (Bài hát chủ đề phim - bản solo)                                                          | Trừng Nhất, Minh Phượng | Lâm Hải  | Tiêu Chiến                                          | 04:13      |
| 3.  | "Vô Ki (Unrestrained/无羁)" (Bài hát chủ đề phim - bản solo)                                                          | Trừng Nhất, Minh Phượng | Lâm Hải  | Vương Nhất Bác                                      | 04:13      |
| 4.  | "Khúc Tận Trần Tình (Song Ends with Chen Qing/曲尽陈情)" (Bài hát chủ đề nhân vật Ngụy Vô Tiện)                       |                         |          | Tiêu Chiến                                          | 03:53      |
| 5.  | "Bất Vong (Won't Forget/不忘)" (Bài hát chủ đề nhân vật Lam Vong Cơ)                                                  |                         |          | Vương Nhất Bác                                      | 05:16      |
| 6.  | "Xích Tử (Newborn/赤子)" (Bài hát chủ đề nhân vật Ôn Ninh)                                                            |                         |          | Vu Bân                                              | 04:18      |
| 7.  | "Ý Nan Bình (Inappeasable/ 意难平)" (Bài hát chủ đề nhân vật Giang Yếm Ly)                                            | Trừng Nhất, Hà Tư Vi    | Lâm Hải  | Ngân Lâm                                            | 04:14      |
| 8.  | "Hận Biệt (Goodbye Filled With Hatred/恨别)" (Bài hát chủ đề nhân vật Giang Trừng)                                    |                         |          | Uông Trác Thành                                     | 03:43      |
| 9.  | "Bất Do (Involuntary/不由)" (Bài hát chủ đề nhân vật Lam Hi Thần)                                                     |                         |          | Lưu Hải Khoan                                       | 04:44      |
| 10. | "Thanh Hà Quyết (Separation at Qing He/清河诀)" (Bài hát chủ đề Thanh Hà Nhiếp thị)                                   |                         |          | A Vân Ca                                            | 03:44      |
| 11. | "Vô Ki (Unrestrained/ 无羁)" (Bài hát chủ đề phim - Bản đặc biệt)                                                     | Trừng Nhất, Minh Phượng | Lâm Hải  | Châu Bút Sướng                                      | 04:14      |
| 12. | "Hoang Thành Độ (Passing by the Deserted City/荒城渡)" (Bài hát chủ đề nhân vật Tiết Dương)                           |                         |          | Châu Thâm                                           | 04:19      |
| 13. | "Bất Uổng (Not In Vain/不枉)" (Bài hát nhóm)                                                                          |                         |          | Vương Cúc                                           | 03:55      |
| 14. | "Sơ Lâm Như Hữu Tố (If The Woodlands Has Something To Say/疏林如有诉)" (Bài hát chủ đề nhân vật Ôn Tình)              |                         |          | Cao Thu Tử                                          | 03:53      |
| 15. | "Cô Thành (Lone City/孤城)" (Bài hát chủ đề Nghĩa Thành)                                                              |                         |          | Trần Trác Tuyền, Tôn Bá Lâm                         | 03:52      |
| 16. | "Tối Thị Thiếu Niên Bất Khả Thi (Youth Especially Cannot Be Bullied/最是少年不可欺)" (Bài hát chủ đề nhóm thiếu niên) |                         |          | Trịnh Phồn Tinh, Túy Tuyết, Tất Bồi Hâm, Quách Thừa | 03:59      |
| 17. | "Vĩnh cách (Eternal Separation/永隔)" (Bài hát chủ đề Giang Yếm Ly & Kim Tử Hiên)                                     |                         |          | Lương Tâm Di, Dương Kỳ Dục                          | 03:37      |
| 18. | "Đa Hận Sinh (Hatred in Life/多恨生)" (Bài hát chủ đề nhân vật Kim Quang Dao)                                         |                         |          | Chu Tinh Kiệt                                       | 04:25      |

## Bình luận
Bộ phim được Nhân dân Nhật báo bản phát hành nước ngoài khen ngợi là "phần giới thiệu tuyệt vời về Trung Quốc phong"; thể hiện các yếu tố văn hóa truyền thống thông qua trang phục tinh tế, nhạc cụ truyền thống Trung Quốc; cũng như truyền tải những giá trị tích cực như lòng dũng cảm, lòng hào hiệp và tình yêu đối với đất nước. Tân Văn xã cũng có đánh giá tương tự rằng bộ phim đã làm nổi bật các trang phục tinh tế và giới thiệu các nghi thức truyền thống, đồng thời có cốt truyện hồi hộp và kết nối tốt.
Trong suốt thời gian phát sóng, bộ phim đã nhận được sự đón nhận cao của khán giả Đại lục cũng như tại các nước có phát hành chính thức. Các chủ đề, từ khóa liên quan đến bộ phim và các diễn viên liên tục lọt top tìm kiếm, bàn luận nhiều nhất trên mạng xã hội. Bộ phim đã gây nên một cú sốc choáng váng vào mùa hè năm 2019, đưa tên tuổi hai sao nam Tiêu Chiến và Vương Nhất Bác, từ hai diễn viên tầm trung, trở thành hai ngôi sao dẫn đầu về độ quan tâm của cư dân mạng tại Trung Quốc. Trên trang đánh giá nổi tiếng Douban đã trở thành bộ phim có số lượt đánh giá cao nhất; điểm đánh giá cũng có cuộc lội ngược dòng từ mức thấp 4.8 điểm lên 8.0 điểm vào khoảng thời gian phát sóng những tập cuối, thể hiện sự công nhận của khán giả đối với bộ phim.
Trần Tình Lệnh được đánh giá là một trong những bộ phim thành công nhất tại Trung Quốc. Sina công bố Trần Tình Lệnh là một trong những phim "bạo" của năm 2019.